# Bosch (cráter)
Bosch es un pequeño cráter de impacto situado cerca del Polo Norte de la Luna. Está ubicado justo al noreste del cráter Rozhdestvenskiy W.
|  |

|  |  |

Es un elemento desfigurado, con un brocal afectado por los impactos que lo rodean. Presenta un perfil anguloso, con una serie de hendiduras que interrumpen su contorno.
El cráter recibió su nombre junto con otros 18 cráteres el 22 de enero de 2009 por decisión de la UAI. Fue nombrado en memoria del químico alemán Carl Bosch (1874-1940), ganador del Premio Nobel en 1931.